# IC 2249
IC 2249 ist eine Spiralgalaxie vom Hubble-Typ S im Sternbild Krebs auf der Ekliptik. Sie ist schätzungsweise 395 Millionen Lichtjahre von der Milchstraße entfernt und hat einen Durchmesser von etwa 35.000 Lichtjahren.
Im selben Himmelsareal befinden sich u. a. die Galaxien IC 2254, IC 2256, IC 2267, IC 2271.
Das Objekt wurde am 9. Januar 1901 von Max Wolf entdeckt.